# Komet
En komet er et mindre himmellegeme, som stammer fra de ydre dele af solsystemet. Hidtil (2005) troede man at kometer hovedsageligt bestod af is og derfor blev beskrevet som "beskidte snebolde". Efter analyse af det arrangerede Deep Impact collision-sammenstød af Comet 9P/Tempel 1 med en 370 kg kobberprojektil med en hastighed 10,2 km/s, har man fundet ud af, at denne komet består af mere støv end is og derfor bedre kan beskrives som en iset støvbold. Dette kan derfor anspore til at tro (men indtil videre kun tro) at dette gælder for mange kometer. Udover støv og is indeholder kometer betydelige mængder CO2, CH4 og andre frosne gasser blandet sammen de store mængder støv og større partikler. Undersøgelser af kometen Lovejoy har afsløret et indhold af vand og desuden vist tilstedeværelsen af 21 forskellige organiske forbindelser. Under passagen af Solen er disse molekylære byggeblokke for livet afsløret som fordampende gasser; vand i mængder af op til 20 ton pr sekund og ethylalkohol i mængder ”svarende til 500 flasker vin pr sekund”. Forskere antager nu at meget af Jordens vand og atmosfære samt de organiske molekyler som forudsætning for livet på Jorden er ankommet til Jorden under det store bombardement.
Fra april 2021 kender vi til 4595 kometer, og antallet vokser hele tiden. Det er dog kun en meget lille andel kometer vi kender, i forhold til hvad man potentielt regner med der findes. Man mener at der er omkring 1 trillion kometer, bare i den yderste del af vores solsystem. Man kan være heldig og se 1 komet om året med sit blotte øje, men de fleste af dem er ikke så spektakulære.
ESA (European space agency) var de første til at lande robotten “Rosetta” på en komet. NASA har senere formået at skabe et krater, med maskinen “Deep impact”  på kometen Tempel 1, for at undersøge dens opbygning.

## Oprindelse
Langt de fleste kometer antages at stamme fra Oortskyen, som er en kugleformet skal af milliarder af islegemer uden for Plutos bane og ca. halvvejs til Solens nærmeste naboer i Mælkevejen. Af endnu ukendte årsager sker det, at en af disse legemers bane forstyrres med det resultat, at det bevæger sig ind mod det indre solsystem og bliver til en synlig komet.
Enkelte kort-periodiske kometer formodes at stamme fra Kuiper-bæltet.

## En komets opbygning
Når en komet nærmer sig solen, begynder overfladen at sublimere, hvorved vanddamp og andre flygtige stoffer afstødes. De forskellige dele af kometen er:
- Kerne: Relativt fast og stabil, stort set is og gasser med en lille andel støv og andre faste stoffer. Kernen er normalt ikke synlig, da overfladen næsten er kulsort. Sommetider ses i teleskoper en "falsk kerne", der imidlertid er reflekteret sollys fra tætte gasskyer nær kernen.
- Jets: En komet fordamper ikke jævnt over hele overfladen, men udstøder især gasser i form af stråler (jets) fra aktive områder på overfladen.
- Koma: Tæt sky af vand, carbondioxid og andre neutrale gasser sublimeret fra kernen. Komaen har en blågrønlig farve.
- Støvhale: Op til 10 millioner km lang, består af fine støvpartikler på størrelse med røg, der er løsrevne fra kernen på grund af presset fra flygtige gasser. Dette er den tydeligste del af en komet for det blotte øje. På fotografier har halen ofte en brunlig eller rødlig nuance. En støvhale efterlader et spor af fine partikler eller meteoroider i kometens bane, der kan udløse meteorsværme eller -storme, hvis Jorden tilfældigvis krydser et sådant spor. Næsten alle tilbagevendende meteorsværme såsom Perseiderne, Leoniderne osv. kan spores tilbage til kendte kometer.
- Ionhale: Op til 100 millioner km lang, består af plasma og viser mønstre af stråler og striber pga. vekselvirkninger med solvinden. Ionhalen vender altid bort fra solen uanset kometens bevægelsesretning. På billeder normalt blålig.
- Hydrogensky: Enormt (millioner af kilometer i diameter), men tyndt svøb af neutralt hydrogen (brint). Ikke synlig.

## Navngivning
Kometer navngives af den Internationale Astronomiske Union efter følgende system. Kometer med en omløbstid over 200 år indledes med "C/" (der ofte udelades). Herefter følger opdagelsesåret  samt et bogstav, der angiver den halvmåned, hvor kometen blev opdaget og dernæst et fortløbende nummer. Til sidst følger navnet på kometens opdager(e) i parentes.

Et eksempel: C/1995 O1 (Hale-Bopp)

Denne betegnelse angiver, at kometen blev opdaget i anden halvdel af juli (O) 1995 og at det var den første kometopdagelse i den halvmåned. To personer er krediteret for opdagelsen: Alan Hale og Thomas Bopp. En komet kan være opdaget uafhængigt af flere personer, men højst de første tre opdagere får deres navne på kometen adskilt med en bindestreg.
Kortperiodiske kometer (omløbstid under 200 år) angives som følgende eksempler viser:
- 1P/Halley
- 2P/Encke
- 45P/Honda-Mrkos-Pajdušáková

Tallet er et fortløbende nummer og P angiver, at kometen er kortperiodisk. Efter skråstregen følger normalt opdager(nes) navn(e).
I det andet eksempel er det den tyske astronom Encke, i det tredie den japanske amatørastronom Honda samt to professionelle astronomer, tjekken Mrkos og slovaken Pajdušáková).
Det første eksempel er en undtagelse, idet Halley ikke opdagede kometen, men korrekt forudsagde dens genkomst.
Kometer, som på grund af opløsning ved tæt passage af Solen eller ved indstyrtning på Solen eller en planet, ikke længere eksisterer, betegnes med bogstavet D (engelsk: demise). Et berømt eksempel er D/1993 F2/Shoemaker-Levy 9, den niende (!) komet opdaget af Eugene og Carolyn Shoemaker sammen med David H. Levy. Den styrtede ind i Jupiter i 1994.

## Nogle kendte kometer
- 1P/Halley (Halleys komet): Den først opdagede periodiske komet. Den engelske astronom Edmond Halley beregnede i 1705, at forskellige observationer af klare kometer i de foregående århundreder i virkeligheden var tilsynekomster af den samme komet. Han forudsagde også, at kometen ville vise sig igen i 1758. Kometen dukkede op præcist som forudsagt og er siden kendt som Halleys komet.
- C/1995 O1 (Hale-Bopp): Den store komet i 1997 og en af det 20. århundredes bedste kometer. Det er en af de absolut største kometer, man kender. Kernen anslås til at være over 40 km i diameter. Hale-Bopp var bemærkelsesværdig ved at være synlig med det blotte øje i mere end et år, hvilket er en rekord.
- C/1996 B2 (Hyakutake): En meget klar komet, der passerede Jorden på en afstand af kun 10 millioner kilometer.
- C/1975 V1 (West): En stor komet i begyndelsen af 1976. Kom meget tæt på solen og splittedes i flere stykker, hvilket muligvis er forklaringen på, at West blev så klar som den gjorde.
- Shoemaker-Levy 9's sammenstød med Jupiter blev observeret i 1994 og den omtrentlige energi-frigørelse ved nedslaget af det største fragment blev målt til at være ca. 6.000 gigaton TNT eller 6 teraton TNT.
- 67P Tjurjumov-Gerasimenko, den første komet i nærbillede.[2][3]

## Kometsonder
- — International Cometary Explorer (ICE) fløj forbi 21P/Giacobini-Zinner 11. september 1985.
- — VeGa 1 fløj forbi 1P/Halleys Komet 6. marts 1986.
- — Suisei (komet) fløj forbi 1P/Halleys Komet 8. marts 1986.
- — VeGa 2 fløj forbi 1P/Halleys Komet 9. marts 1986.
- — Sakigake (pioner) fløj i gennem 1P/Halleys Komets hale i marts 1986.
- — Giotto fløj forbi 1P/Halleys Komet 14. marts 1986.
- — Giotto fløj forbi 26P/Grigg-Skjellerup 10. juli 1992.
- — Deep Space 1 fløj forbi 19P/Borrelly 21. september 2001.
- — Stardust indsamlede støv fra 81P/Wild 2 2. januar 2004.
- — Deep Impacts projektil ramte 9P/Tempel 1 4. juli 2005.
- — Deep Impact (som EPOXI) fløj forbi 103P/Hartley 11. oktober 2010.
- — Stardust (som NExT) fotograferede 9P/Tempel 1's krater fra Deep Impact 14. februar 2011.
- — Rosetta med en dansk-produceret strømforsyning er i kredsløb om 67P/Tjurjumov-Gerasimenko siden august 2014. Landingsmodulet Philae frigøres fra Rosetta og lander på 67P/Tjurjumov-Gerasimenko den 12. november 2014.

### Kometharpun
NASA er i gang med at udvikle et system, der skal indsamle materiale fra kometer uden at lande på dem, ved at affyre en slags harpun. Da kometers masse er relativt lille har de en tilsvarende ringe tyngdekraft, ofte blot en milliontedel af Jordens. Den lave tyngdekraft betyder at et fartøj ikke blot kan lande på en komet, men vil være nødt til at holde sig fast på den. Typisk overvejes det at skyde harpunlignende bolte ned i overfladen til at forankre fartøjet; NASAs projekt forsøger at modificere en sådan harpun til dels at kunne affyres fra et fartøj der bevæger sig i nærheden af en komet uden at være i kontakt med den, dels at lade harpunen indsamle materiale, som efterfølgende kan hentes ind af fartøjet uden at lande på kometen.

## Kometer vi kender
Halleys komet
Den her komet er nok den mest berømte af dem alle, dens omløbsperiode er på 76år. sidste gang vi så den var i 1986 og vi kan se den igen i 2062. Helleys er kendt fordi det var den første komet man fandt ud af kom igen, den var periodisk.

Hale-Bopp
Hale-Bopp er opkaldt efter dens to opdager, Hale og Bopp. Man opdagede de ved der var et utydeligt tåget objekt i stjernebilledet Skytten, Den 22 juli 1995.Man kunne se den flyttede sig imellem stjernerne, vidste man altså det måtte være en komet. Dengang befandt den sig ca 1,08 mia. km. væk fra jorden. De regnede ud at kometen var ret stor, da den var langt væk men stadig var lysstærk. i 1997 var kometen kommet tættere på og i april kunne den ses som et objekt på himlen. Næste gang den ville kunne ses på himlen vil være i 4380, så kometen er nok fra Oort-skyen.

Encke
Encke har en kort omløbsperiode på kun 3,3 år. Man er ret sikker på den er fra Kuiper-bæltet
Enckes kometen, var den første periodiske komet, som blev opdaget efter kometen Halleys.
Den er blevet uafhængigt observeret af flere astronomer, de to første var Pierre Méchain og Charles Messier i 1786. Det blev derefter observeret af Caroline Herschel i 1795 og blev "opdaget" for tredje gang af Jean-Louis Pons i 1818. Dens bane blev beregnet af Johann Franz Encke, der gennem besværlige beregninger var i stand til at forbinde observationer af kometer i 1786

Wild 2
Rumsonden stardust fløj den 2. januar 2004 lige forbi Wild 2 i en relativ kort afstend på kun 300 km for at samle støv fra den. Wild 2 har ca. fem km. i diameter